# Pégomas
Pégomas (Occitaans: Pegomàs; Italiaans (verouderd): Pegomasso) is een gemeente in het Franse departement Alpes-Maritimes (regio Provence-Alpes-Côte d'Azur). De plaats maakt deel uit van het arrondissement Grasse. Pégomas telde op 1 januari 2022 8.143 inwoners.

## Geografie
De oppervlakte van Pégomas bedroeg op 1 januari 2022 11,28 vierkante kilometer; de bevolkingsdichtheid was toen 721,9 inwoners per km².
De onderstaande kaart toont de ligging van Pégomas met de belangrijkste infrastructuur en aangrenzende gemeenten.

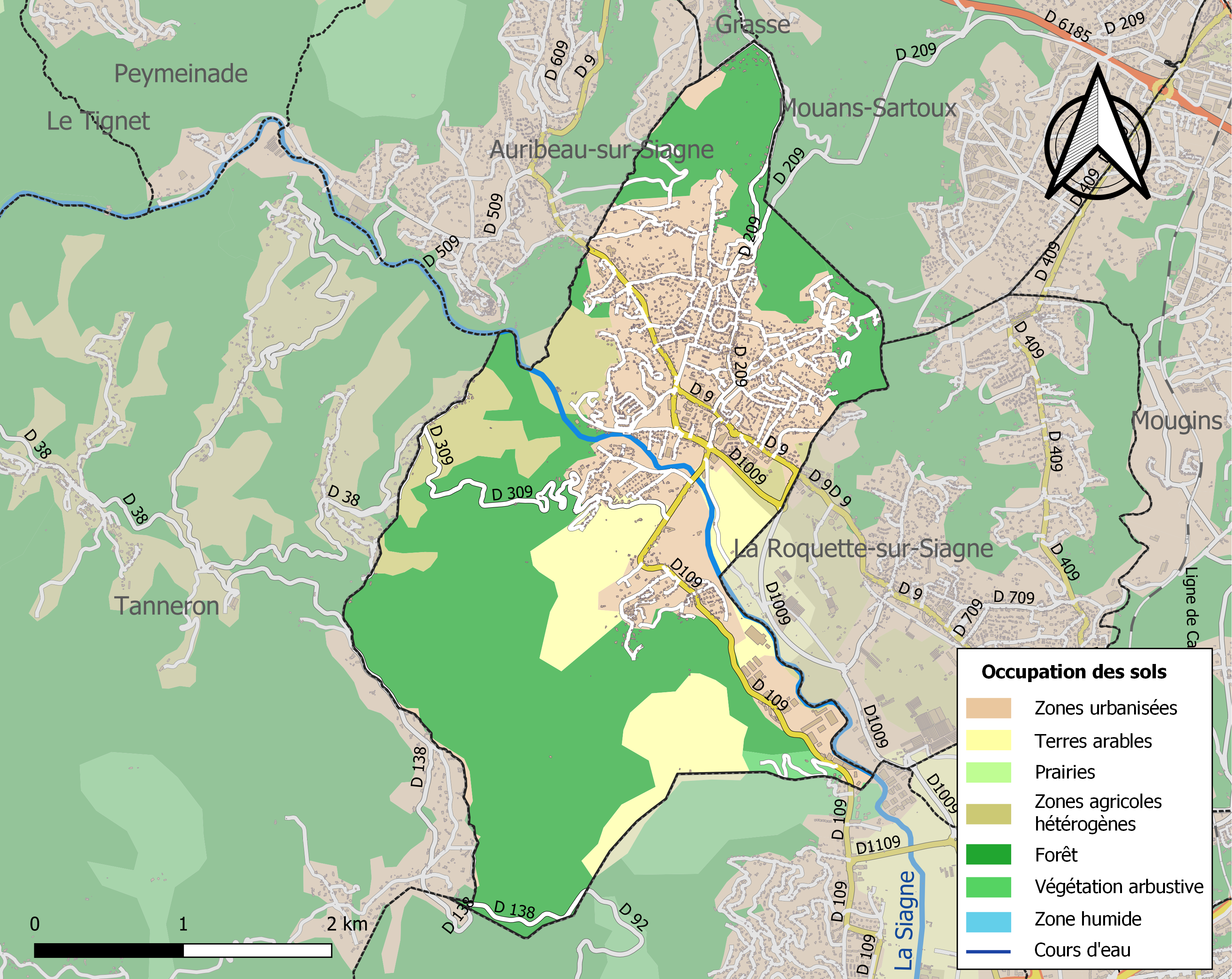

## Demografie
Onderstaande figuur toont het verloop van het inwonertal (bron: INSEE-tellingen).
Vanwege een beveiligingsprobleem met de MediaWiki Graph-software is het momenteel niet mogelijk deze grafiek weer te geven. Zodra de software is bijgewerkt zal de grafiek vanzelf weer zichtbaar worden.